# Eufriesea
Eufriesea is een geslacht van vliesvleugelige insecten uit de familie van de bijen en hommels (Apidae)

## Soorten
- E. aeniventris (Mocsáry, 1896)
- E. anisochlora (Kimsey, 1977)
- E. aridicola (Moure, Neves & Viana, 2001)
- E. atlantica Nemésio, 2008
- E. auriceps (Friese, 1899)
- E. auripes (Gribodo, 1882)
- E. bare González & Gaiani, 1989
- E. boharti (Kimsey, 1977)
- E. brasilianorum (Friese, 1899)
- E. caerulescens (Lepeletier, 1841)
- E. combinata (Mocsáry, 1897)
- E. concava (Friese, 1899)
- E. convexa (Friese, 1899)
- E. corusca (Kimsey, 1977)
- E. chaconi González & Gaiani, 1989
- E. chalybaea (Friese, 1923)
- E. chrysopyga (Mocsáry, 1898)
- E. distinguenda (Gribodo, 1882)
- E. dressleri (Kimsey, 1977)
- E. duckei (Friese, 1923)
- E. eburneocincta (Kimsey, 1977)
- E. elegans (Lepeletier, 1841)
- E. excellens (Friese, 1925)
- E. faceta (Moure, 1999)
- E. fallax (Smith, 1854)
- E. flaviventris (Friese, 1899)
- E. formosa (Mocsáry, 1908)
- E. fragrocara (Kimsey, 1977)
- E. kimimari González & Gaiani, 1989
- E. laniventris (Ducke, 1902)
- E. limbata (Mocsáry, 1897)
- E. lucida (Kimsey, 1977)
- E. lucifera Kimsey, 1977
- E. macroglossa (Moure, 1965)
- E. magrettii (Friese, 1899)
- E. mariana (Mocsáry, 1896)
- E. mexicana (Mocsáry, 1897)

- E. mussitans (Fabricius, 1787)
- E. nigrescens (Friese, 1925)
- E. nigrohirta (Friese, 1899)
- E. nordestina (Moure, 1999)
- E. opulenta (Mocsáry, 1908)
- E. ornata (Mocsáry, 1896)
- E. pallida (Kimsey, 1977)
- E. pretiosa (Friese, 1903)
- E. pulchra (Smith, 1854)
- E. purpurata (Mocsáry, 1896)
- E. rufocauda (Kimsey, 1977)
- E. rugosa (Friese, 1899)
- E. schmidtiana (Friese, 1925)
- E. simillima (Moure & Michener, 1965)
- E. smaragdina (Perty, 1833)
- E. superba (Hoffmannsegg, 1817)
- E. surinamensis (Linnaeus, 1758)
- E. theresiae (Mocsáry, 1908)
- E. tucumana (Schrottky, 1902)
- E. velutina (Moure, 1999)
- E. venezolana (Schrottky, 1913)
- E. venusta (Moure, 1965)
- E. vidua (Moure, 1976)
- E. violacea (Blanchard, 1840)
- E. violascens (Mocsáry, 1898)